# Flerovium
Flerovium (tidl. også eka-bly) er det 114. grundstof i det periodiske system, med det kemiske symbol Fl: Dette stof findes ikke i naturen, men kan syntetiseres i uhyre beskedne mængder ad gangen i laboratorier. IUPAC har tildelt navnet flerovium for at hædre den russiske fysiker Georgij Nikolajevitj Fljorov (Гео́ргий Никола́евич Флёров, 1913-1990).

## Egenskaber
Forsøg udført i april-maj 2007 tyder på at flerovium på grund af relativistiske effekter "opfører" sig som en flygtig ædelgas – til trods for stoffets placering i det periodiske system. Der er planlagt nye forsøg for 2008 som skal studere dette fænomen yderligere.

## Fremstilling af flerovium
Som med andre tilsvarende tunge grundstoffer skabes flerovium i en kollision mellem to grundstoffer; ioner af et relativt let grundstof accelereres mod en "skydeskive" af et tungere grundstof: Herved skabes enten direkte en flerovium-atomkerne, eller et andet tungt grundstof som siden kan henfalde til flerovium. En bestemt flerovium-isotop, 298Fl, udmærker sig ved at den ikke kan skabes direkte ved en sådan kollision, fordi ingen kombination af isotoper i henholdsvis "projektilet" og "skydeskiven" giver det rette antal neutroner og protoner – i stedet forestiller man sig at denne isotop kan dannes ved spontan fission eller alfa-henfald af en endnu tungere atomkerne.

## Historie
I december 1998 udførte forskere ved Joint Institute of Nuclear Research i Dubna i Rusland et kollisionsforsøg med 48Ca mod 244Pu; derved skabtes ét enkelt atom, som siden undergik et alfa-henfald med en halveringstid på et halvt minut. Ved offentliggørelsen i januar 1999 tilskrev man denne stråling isotopen 289Fl, men siden har ingen kunnet gentage eksperimentet, og man gætter på at den stråling russerne målte, stammer fra den nukleare isomer 289mFl.
I marts 1999 gjorde man et nyt forsøg i Dubna; denne gang med en "skydeskive" af isotopen 242Pu. Ved dette forsøg skabtes to flerovium-atomer, denne gang isotopen 287Fl. Men atter engang kunne andre forskere ikke gentage eksperimentet, og igen formodes det at russerne må have "truffet" en isomer; 287mFl.
I juni gentog man forsøget fra december måned, og fik to flerovium-atomer ud af det, som med en halveringstid på 2,6 sekunder undergik alfa-henfald. Russerne mente denne gang at der måtte være tale om isotopen 288Fl, men under nærmere undersøgelser af måleresultaterne i december 2002 blev det endeligt slået fast at det man havde fundet, var isotopen 289Fl.

## Isotoper af flerovium
Man kender fem isotoper af flerovium, hvoraf 285Fl synes at have den længste halveringstid med hen ved 5 sekunder.